# Bokermannohyla izecksohni
Bokermannohyla izecksohni és una espècie de granota de la família dels hílids. És endèmica del Brasil. Els seus hàbitats naturals inclouen boscos tropicals o subtropicals secs i a baixa altitud i aiguamolls intermitents d'aigua dolça. Està amenaçada d'extinció per la destrucció del seu hàbitat natural.